# Åsby
Åsby è un'area urbana della Svezia situata nel comune di Varberg, contea di Halland.
La popolazione rilevata nel censimento 2010 era di 423 abitanti .